# Kin chan no Cinema Jack
Kin chan no Cinema Jack – australijsko-hongkońsko-japoński film komediowy z 1993 roku.
W 1993 roku podczas rozdania Nagród Nikkan Sports Film Kinichi Hagimoto zdobył Nagrodę Specjalną, w 1994 roku podczas Nagrody Błękitnej Wstęgi zdobył nagrodę Special Award.

## Obsada
Źródło: Filmweb

- Shunsuke Kariya – Takatsugi
- Jōji Abe
- Maggie Cheung
- Kinichi Hagimoto
- Isao Hashizume
- Harold Hopkins
- Yōko Maki
- Issey Ogata
- Ken Ōsawa
- Takashi Sasano
- Tsutomu Sekine
- Kōji Sekiyama
- Josephine Siao
- Hitomi Takahashi
- Misako Tanaka
- Tetsuya Watari
- Yuen Biao